# Język sause
Język sause (a. seuce), także bara – język papuaski używany w prowincji Papua w Indonezji, przez grupę ludności na południowy zachód od jeziora Sentani. Według danych z 2000 roku posługuje się nim 250 osób. 
W publikacji Ethnologue do obszaru tego języka zaliczono wsie: Ures, Mubararon, Sause-Bokoko, Witti-Yadow, Lidya, Puaral. Jest zagrożony wymarciem; znajduje się pod presją języka indonezyjskiego, czemu sprzyja bliskość większej miejscowości Lereh.
Jego klasyfikacja nie została dobrze ustalona. T. Usher grupuje go z językiem kapauri (kapori), w obrębie zachodniej grupy języków łańcucha Foja. Wcześniej C.L. Voorhoeve (1975) i S.A. Wurm (1982) klasyfikowali sause pośród języków kaure (wraz z kapauri oraz kaure i narau, od 1982 r. z uwzględnieniem kosare). Alternatywnie jest to język izolowany. W klasyfikacji Ethnologue tworzy samodzielną gałąź w ramach języków orya-tor. W.A. Foley (2018) twierdzi, że jego przynależność do rodziny tor jest bardzo wątpliwa (nie potwierdzają tego ubogie dane leksykalne).